# Amblyomma cohaerens
Amblyomma cohaerens är en fästingart som beskrevs av Wilhelm Dönitz 1909. Amblyomma cohaerens ingår i släktet Amblyomma och familjen hårda fästingar. Inga underarter finns listade i Catalogue of Life.